# Municipio de Huasca de Ocampo
El municipio de Huasca de Ocampo es uno de los ochenta y cuatro municipios que conforman el estado de Hidalgo, México. La cabecera municipal es la localidad de Huasca de Ocampo y la localidad más poblada es Río Seco Puente de Doria.
El municipio se localiza al centro del territorio hidalguense entre los paralelos 20°6′ y 20°21′ de latitud norte; los meridianos 98°27′ y 98°39′ de longitud oeste; con una altitud entre 1400 y 3100 m s. n. m. Este municipio cuenta con una superficie de 302.81 km², y representa el 1.45 % de la superficie del estado. Se encuentra dentro de las regiones geográficas de la Comarca Minera y la Sierra Baja.
Colinda al norte con el municipio de Atotonilco el Grande y el estado de Veracruz de Ignacio de la Llave; al este el municipio de Acatlán; al sur con los municipios de Acatlán, Singuilucan y Omitlán de Juárez; al oeste con los municipios de Omitlán de Juárez y Atotonilco el Grande.

## Toponimia
El nombre en náhuatl es “Huascazaloya”, que significa “Lugar de regocijo o alegría”. El apéndice "de Ocampo" se adoptó en honor de Melchor Ocampo.

## Geografía

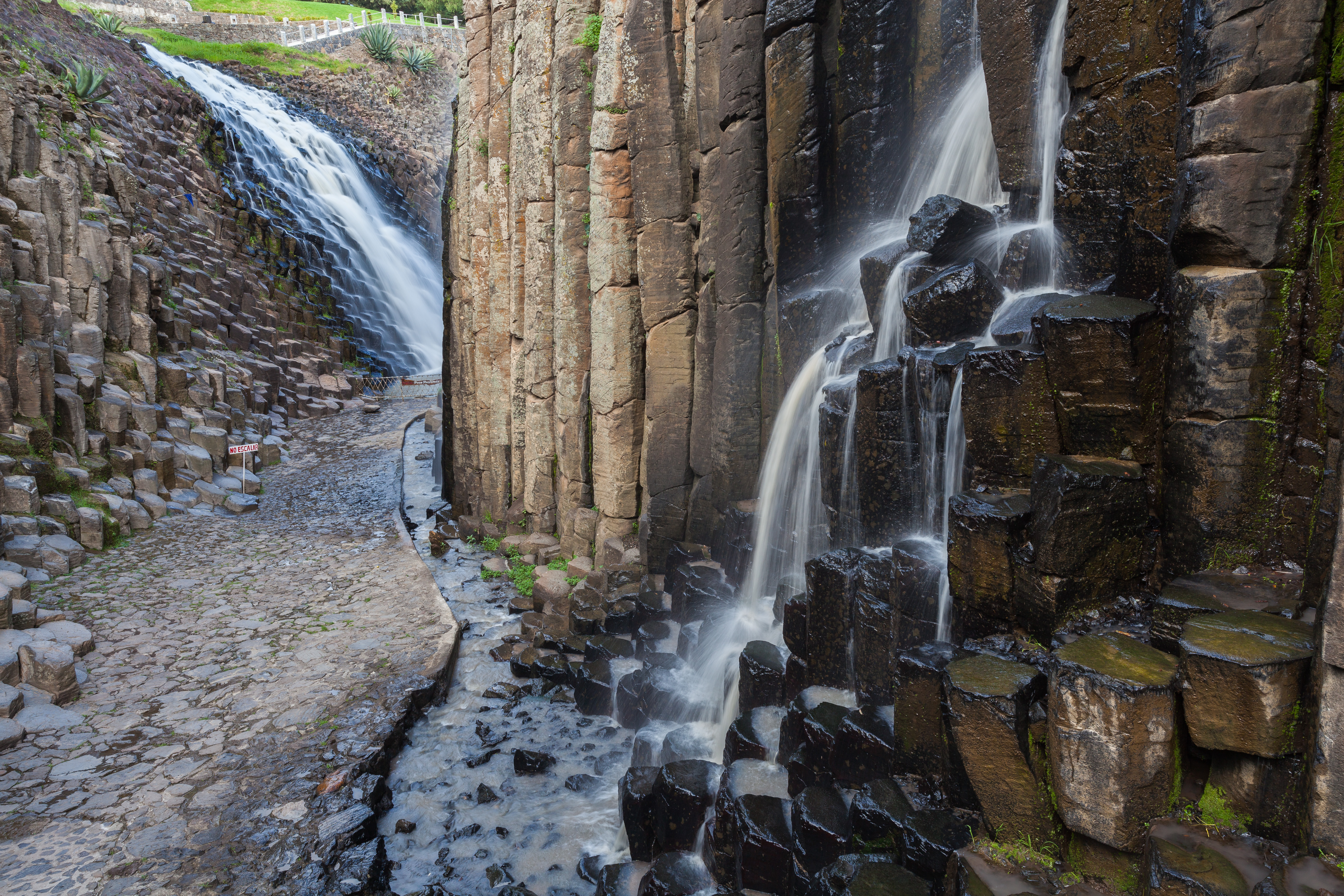
Prismas basálticos de Santa María Regla son una formación rocosa sobre la que cae un pequeño salto de agua. Son el resultado del enfriamiento lento de la lava hace varios millones de años. De esta manera se formaron las columnas de basalto de 5 o 6 caras, unas en posición vertical y otras horizontal.

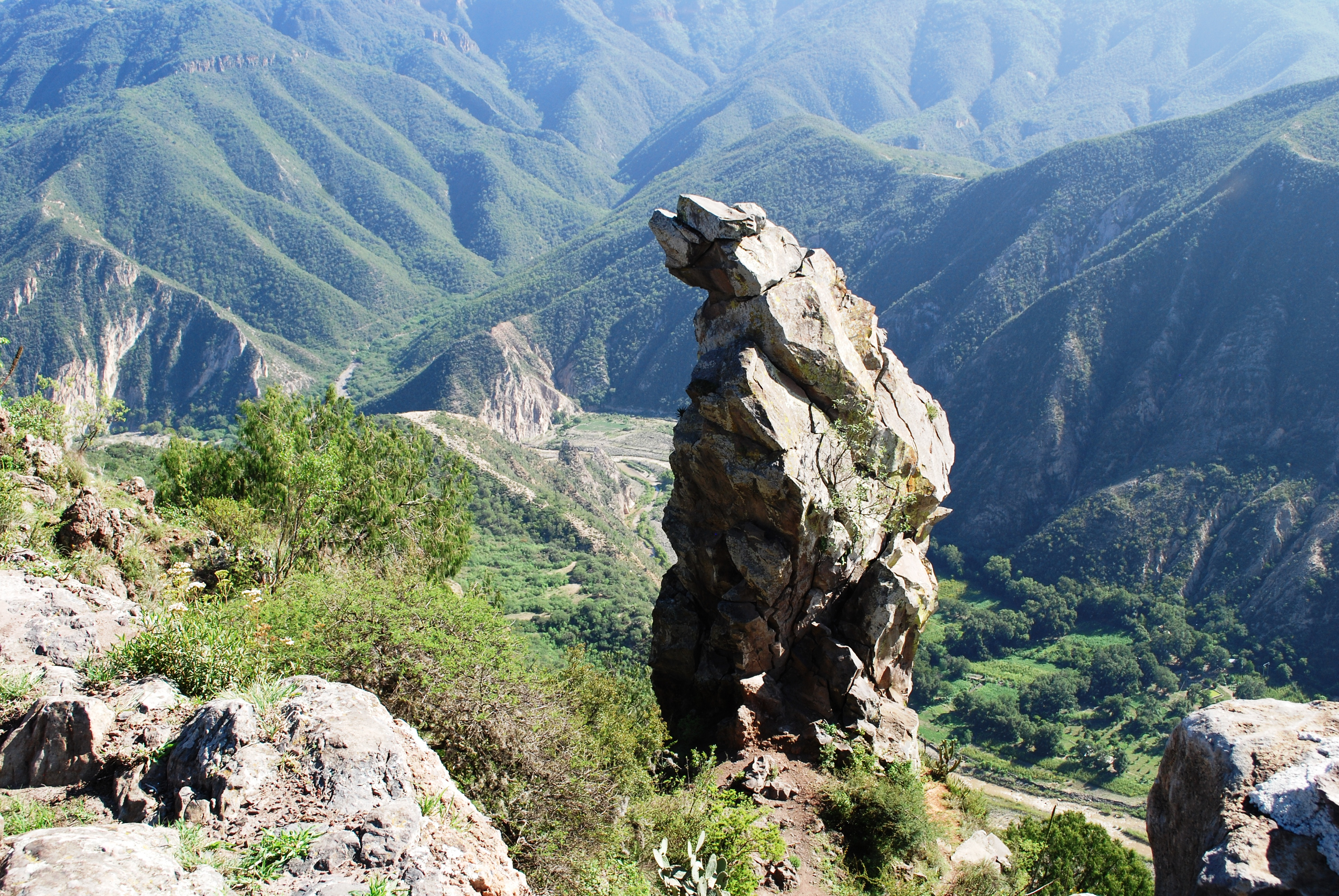
Peña al Aire en el territorio del municipio.

### Relieve e hidrográfica
En cuanto a fisiografía se encuentra dentro de la provincia del Eje Neovolcánico; dentro de la subprovincias de Llanuras y Sierras de Querétaro e Hidalgo. Su territorio es llanura (48.0%), sierra (32.0%), cañón (15.0%) y meseta (5.0%). Huasca se encuentra en la falda norte del “Cerro Grande”, cuenta con los cerros: “Las Navajas”, “La piedra de Jacal”, “El Horcón” y “La Peña del Águila”. Existen además numerosos barrancos, altas y escarpadas montañas colocadas al borde de los abismos profundos.
En cuanto a su geología corresponde al periodo neógeno (85.0%), cretácico (12.0%) y cuaternario (2.41%). Con rocas tipo ígnea extrusiva: basalto (43.0%), toba ácida (23.0%), andesita–brecha volcánica intermedia (4.0%), toba ácida–brecha volcánica ácida (4.0%) y brecha volcánica básica (1.0%); Sedimentaria: lutita (12.41%) y arenisca conglomerado (10.0%); Suelo: aluvial (2.0%). En cuanto a edafología el suelo dominante es phaeozem (51.0%), vertisol (28.41%), kastañozem (8.0%), luvisol (5.0%), andosol (5.0%) y fluvisol (2.0%).
En lo que respecta a la hidrología se encuentra posicionado en la región hidrológica del Pánuco; en la cuenca del río Moctezuma; dentro de la subcuenca del río Metztitlán. Cuenta con los ríos “Huascazaloya”, “Izatla”, “Hueyepan”, “San Jerónimo” entre otros, alimentando a 87 cuerpos de agua.
Hay también un arroyo que nace de la peña “El Jacal”, que constituye el río de San Antonio Regla, y que aguas abajo, al seguir su curso afluye al río de “Metztitlán”, tiene por afluencia los de “Huasca”, “Ojo de Agua”, “Istula”, “Izatla”, “San Jerónimo” y “San José”, los que ya reunidos forman el caudal que se precipita en los Prismas basálticos de Santa María Regla. Por otra parte, el municipio cuenta con la presa San Antonio Regla, la cual permite abastecer de agua a las tierras que son de riego, y hacer frente a las épocas de estiaje.

### Clima
El territorio municipal se encuentran los siguientes climas con su respectivo porcentaje: Semiseco templado (38.0%), templado subhúmedo con lluvias en verano, de humedad media (34.0%), templado subhúmedo con lluvias en verano, de mayor humedad (25.0%) y semifrío subhúmedo con lluvias en verano, de mayor humedad (3.0%).

### Ecología

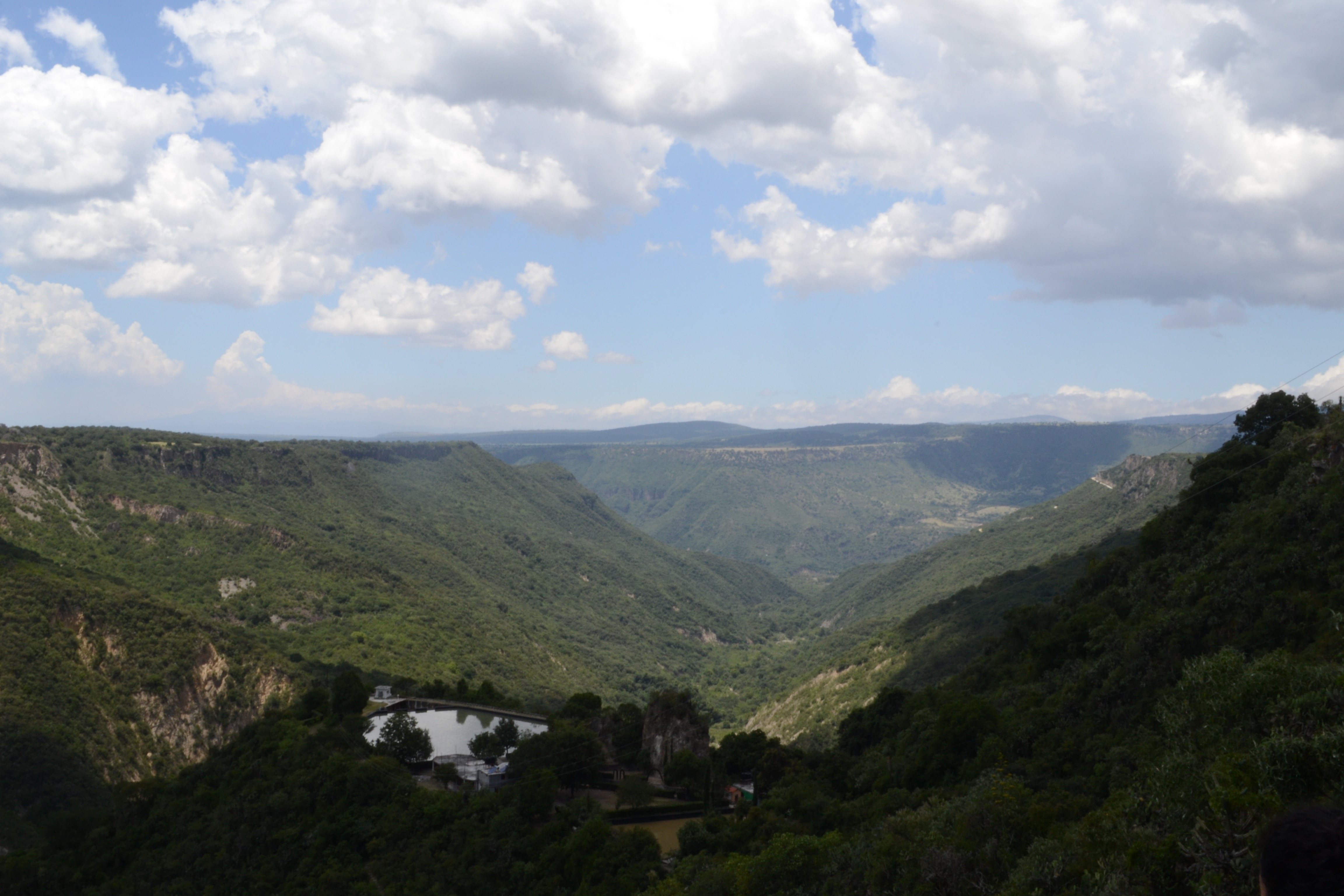
Barranca de Aguacatitla.

En cuanto a flora se cuenta con especies de: oyamel, pino, encino, sabino, laurelillo, arbustos, además árboles frutales, sauces frescos, tules, ocote, madroño, flores aromáticas, plantas acuáticas, quebrantahacha, manzanillo, popatlan, aile. Y también de los cultivos de maíz, cebada, alverjón, haba, legumbres y frutas. En cuanto a fauna las especies predominantes son tejón, ardilla, conejo, cacomixtle, tlacuache, zorro, armadillo, gato montés, onza, tuza, águila, camaleón, téchin, lagartija y una gran variedad de insectos y arácnidos. .
Parte de este municipio pertenece a la Barranca de Metztitlán, decretada como Reserva de la Biósfera el 27 de noviembre de 2000 con una superficie de 96 042.90 ha; esta área también comprende los municipios de Acatlán, Atotonilco el Grande, Eloxochitlán, Metepec, Metztitlán, San Agustín Metzquititlán  y Zacualtipán de Ángeles.

## Demografía

### Población
De acuerdo a los resultados que presentó el Censo Población y Vivienda 2020 del INEGI, el municipio cuenta con un total de 17 607 habitantes, siendo 8319 hombres y 9288 mujeres. Tiene una densidad de 58.1 hab/km², la mitad de la población tiene 28 años o menos, existen 89 hombres por cada 100 mujeres.
El porcentaje de población que habla lengua indígena es de 0.43 %, y el porcentaje de población que se considera afromexicana o afrodescendiente es de 0.41 %. Tiene una Tasa de alfabetización de 98.7 % en la población de 15 a 24 años, de 90.7 % en la población de 25 años y más. El porcentaje de población según nivel de escolaridad, es de 6.2 % sin escolaridad, el 68.4 % con educación básica, el 17.0 % con educación media superior, el 8.3 % con educación superior, y 0.2 % no especificado.
El porcentaje de población afiliada a servicios de salud es de 65.7 %. El 10.5 % se encuentra afiliada al IMSS, el 85.0 % al INSABI, el 3.6 % al ISSSTE, 0.6 % IMSS Bienestar, 0.2 % a las dependencias de salud de PEMEX, Defensa o Marina, 0.3 % a una institución privada, y el 0.2 % a otra institución. El porcentaje de población con alguna discapacidad es de 5.8 %. El porcentaje de población según situación conyugal, el 31.7 % se encuentra casada, el 30.8 % soltera, el 24.9 % en unión libre, el 5.4 % separada, el 1.0 % divorciada, el 6.3 % viuda.
Para 2020, el total de viviendas particulares habitadas es de 4744 viviendas, representa el 0.6 % del total estatal. Con un promedio de ocupantes por vivienda 3.7 personas. Predominan las viviendas con tabique y block. En el municipio para el año 2020, el servicio de energía eléctrica abarca una cobertura del 98.8 %; el servicio de agua entubada un 58.8 %; el servicio de drenaje cubre un 89.2 %; y el servicio sanitario un 92.0 %.

### Localidades

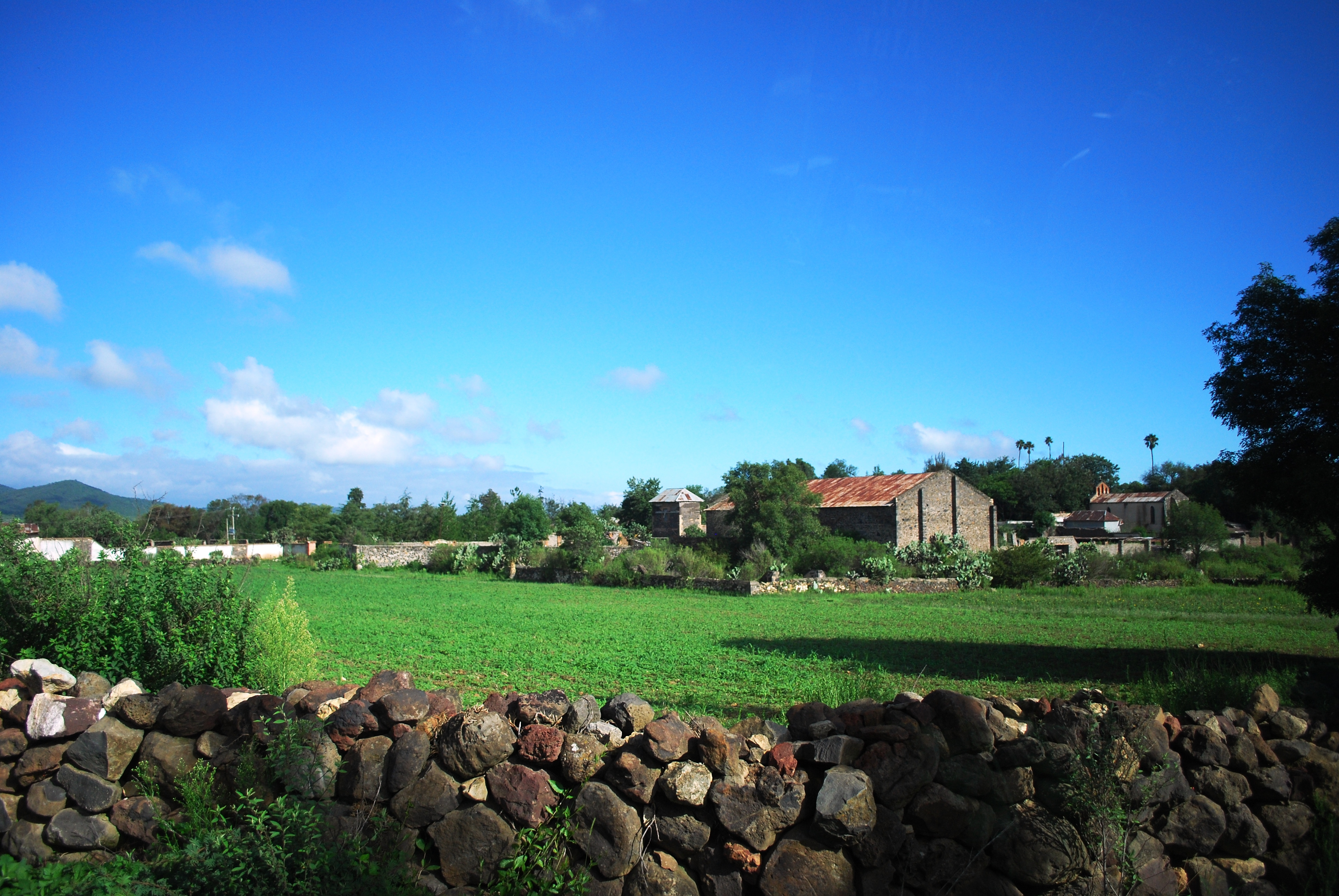
Hacienda de San Juan Hueyapan.

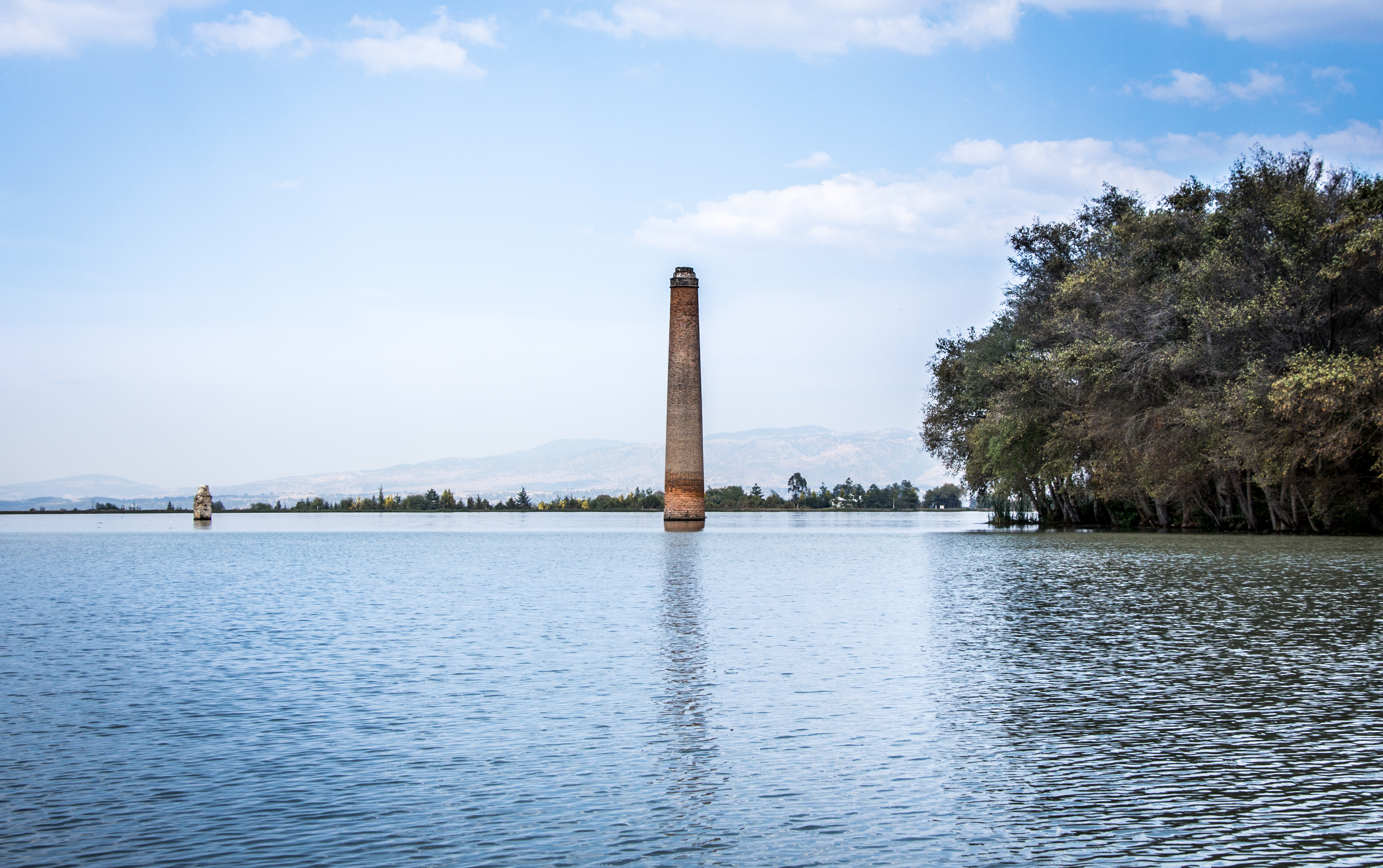
Presa San Antonio Regla.

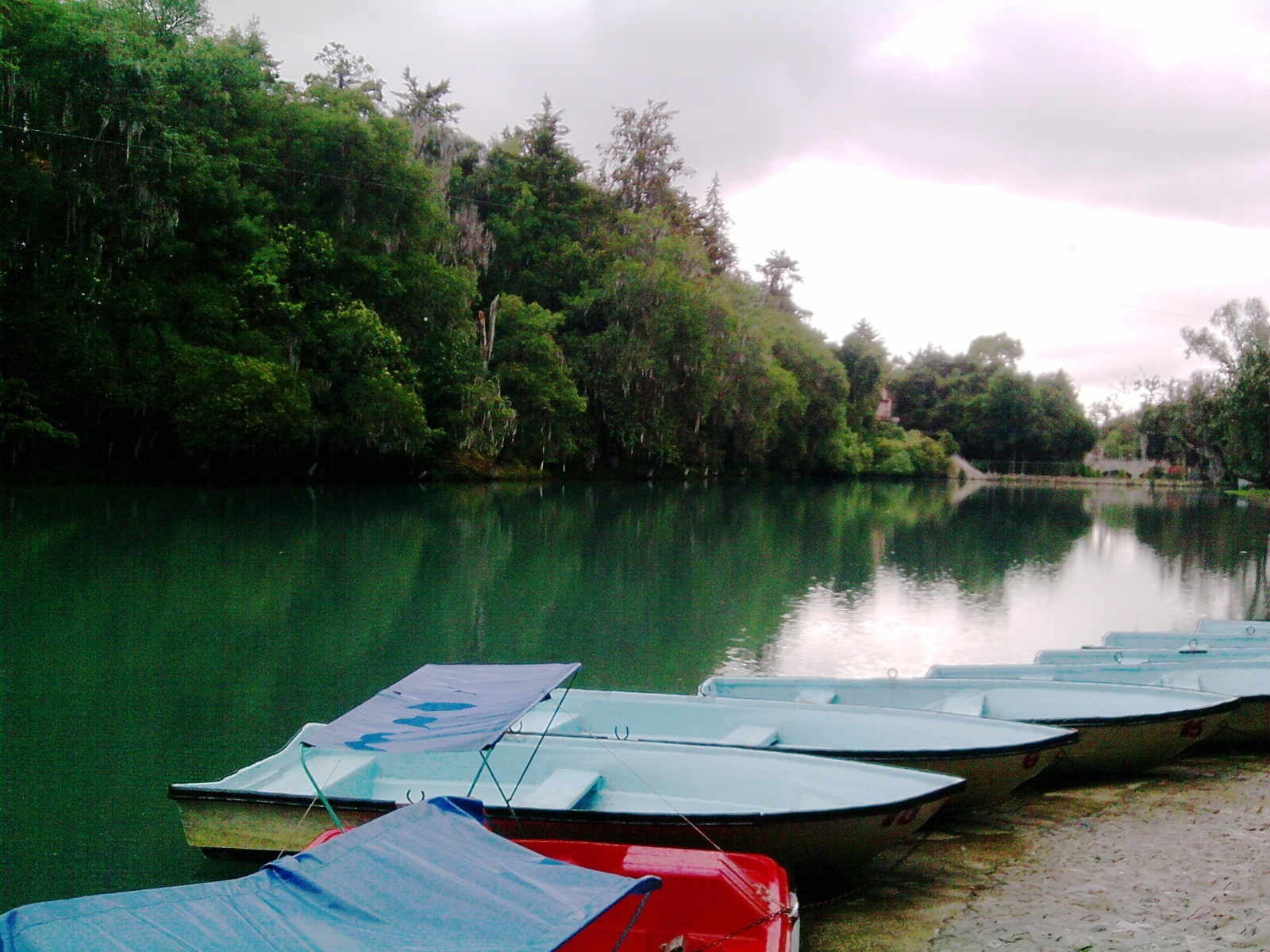
Bosque de las Truchas.

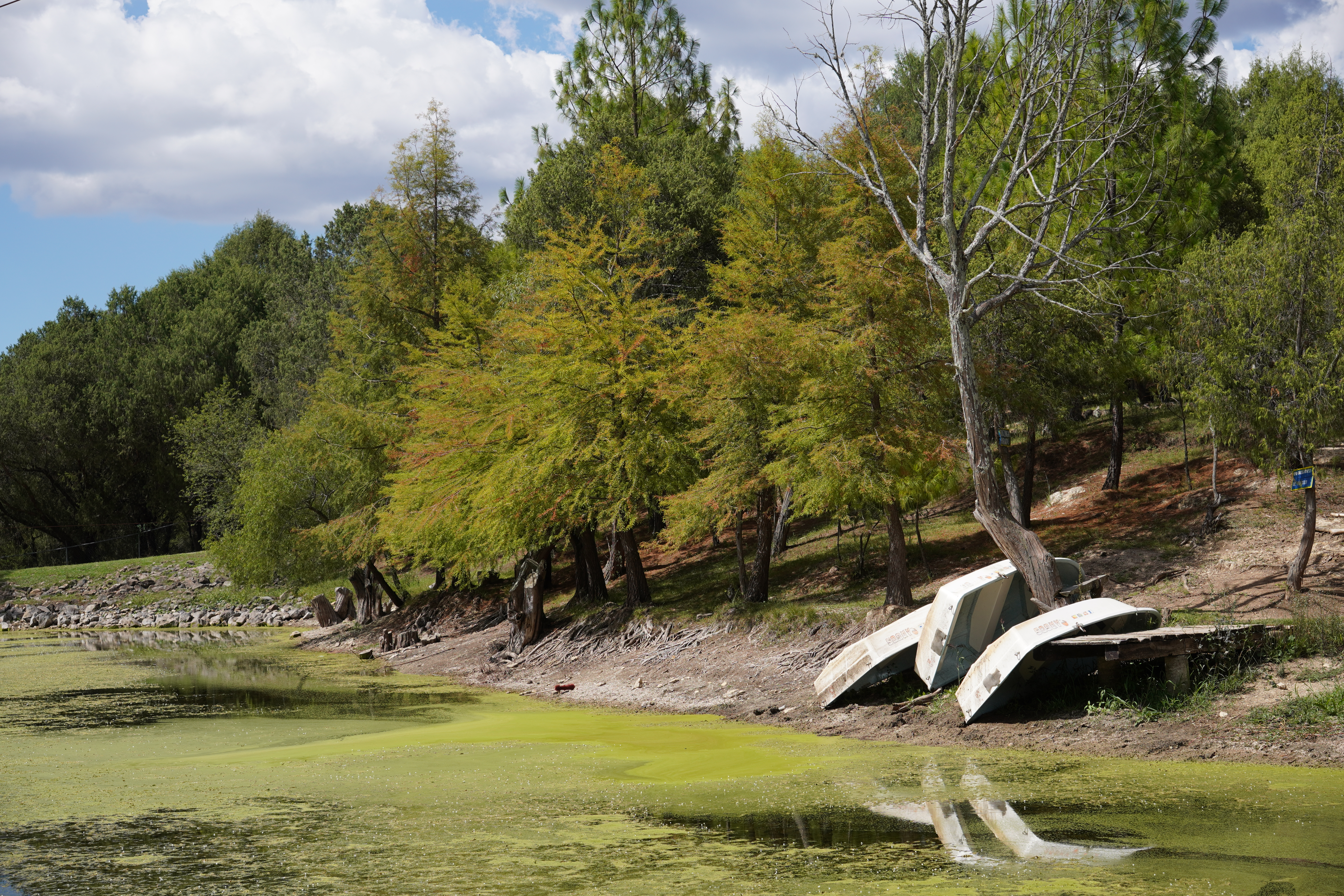
El Huariche

Para el año 2020, de acuerdo al Catálogo de Localidades, el municipio cuenta con 66 localidades.
| Código INEGI | Localidad                                 | Población (2020) | Porcentaje (%) | Ámbito Población | Categoría Población |
| ------------ | ----------------------------------------- | ---------------- | -------------- | ---------------- | ------------------- |
| 130240021    | Río Seco Puente de Doria                  | 1339             | 7.60           | Rural            | Comunidad           |
| 130240027    | San Miguel Regla                          | 1130             | 6.42           | Rural            | Comunidad           |
| 130240025    | San José Ocotillos                        | 1059             | 6.01           | Rural            | Comunidad           |
| 130240068    | San Pablo Ojo de Agua                     | 963              | 5.47           | Rural            | Comunidad           |
| 130240038    | Tlaxocoyucan                              | 940              | 5.34           | Rural            | Comunidad           |
| 130240035    | Santo Tomás Allende                       | 712              | 4.04           | Rural            | Comunidad           |
| 130240012    | Ojo de Agua                               | 623              | 3.54           | Rural            | Comunidad           |
| 130240004    | San José Cacaloapan                       | 567              | 3.22           | Rural            | Comunidad           |
| 130240034    | Santo Domingo Agua Zarca                  | 539              | 3.06           | Rural            | Comunidad           |
| 130240024    | San Jerónimo                              | 493              | 2.80           | Rural            | Ranchería           |
| 130240046    | La Loma                                   | 438              | 2.49           | Rural            | Ranchería           |
| 130240001    | Huasca de Ocampo                          | 417              | 2.37           | Urbano           | Cabecera municipal  |
| 130240017    | El Peral                                  | 411              | 2.33           | Rural            | Ranchería           |
| 130240058    | La Palma                                  | 390              | 2.22           | Rural            | Ranchería           |
| 130240020    | Los Reyes Tepetzala                       | 375              | 2.13           | Rural            | Comunidad indígena  |
| 130240036    | San Lorenzo el Zembo                      | 347              | 1.97           | Rural            | Ranchería           |
| 130240055    | El Jilotillo                              | 328              | 1.86           | Rural            | Ranchería           |
| 130240044    | Agua Zarca                                | 322              | 1.83           | Rural            | Ranchería           |
| 130240002    | Aguacatitla (El Campamento)               | 312              | 1.77           | Rural            | Ranchería           |
| 130240006    | Cerritos                                  | 310              | 1.76           | Rural            | Ranchería           |
| 130240051    | El Tizal                                  | 299              | 1.70           | Rural            | Ranchería           |
| 130240042    | San Miguel Cacaloapan                     | 293              | 1.66           | Rural            | Ranchería           |
| 130240088    | San Juan Tlaxocoyucan                     | 272              | 1.54           | Rural            | Ranchería           |
| 130240043    | Llano Grande                              | 243              | 1.38           | Rural            | Ranchería           |
| 130240005    | La Cañada                                 | 236              | 1.34           | Rural            | Ranchería           |
| 130240003    | Bermúdez                                  | 209              | 1.19           | Rural            | Ranchería           |
| 130240086    | El Negro                                  | 205              | 1.16           | Rural            | Ranchería           |
| 130240026    | San Juan Hueyapan                         | 205              | 1.16           | Rural            | Ranchería           |
| 130240045    | La Lagunilla                              | 200              | 1.14           | Rural            | Ranchería           |
| 130240041    | El Vite                                   | 195              | 1.11           | Rural            | Ranchería           |
| 130240054    | Cruz Blanca                               | 193              | 1.10           | Rural            | Ranchería           |
| 130240071    | Las Mesas de Tlaxocoyucan                 | 192              | 1.09           | Rural            | Ranchería           |
| 130240010    | Magueyes Verdes                           | 166              | 0.94           | Rural            | Ranchería           |
| 130240031    | Santa María Regla                         | 154              | 0.87           | Rural            | Ranchería           |
| 130240013    | Palma Antigua el Vite                     | 151              | 0.86           | Rural            | Ranchería           |
| 130240079    | San Ignacio Ojo de Agua                   | 149              | 0.85           | Rural            | Ranchería           |
| 130240059    | Tlaxcalera                                | 144              | 0.82           | Rural            | Ranchería           |
| 130240056    | La Mora                                   | 142              | 0.81           | Rural            | Ranchería           |
| 130240022    | San Bartolomé (San Bartolo)               | 141              | 0.80           | Rural            | Ranchería           |
| 130240090    | Los Tepetates                             | 140              | 0.80           | Rural            | Ranchería           |
| 130240072    | La Bolsa                                  | 137              | 0.78           | Rural            | Ranchería           |
| 130240066    | Barranca de Tlaxocoyucan                  | 134              | 0.76           | Rural            | Ranchería           |
| 130240070    | El Huariche                               | 130              | 0.74           | Rural            | Ranchería           |
| 130240087    | El Pedregal                               | 128              | 0.73           | Rural            | Ranchería           |
| 130240060    | Tonteopa                                  | 120              | 0.68           | Rural            | Ranchería           |
| 130240052    | Yerbabuena                                | 116              | 0.66           | Rural            | Ranchería           |
| 130240037    | Xúchil el Llano                           | 114              | 0.65           | Rural            | Ranchería           |
| 130240083    | El Contento                               | 90               | 0.51           | Rural            | Ranchería           |
| 130240078    | La Laguna San Bartolo                     | 90               | 0.51           | Rural            | Ranchería           |
| 130240016    | Palmillas                                 | 87               | 0.49           | Rural            | Ranchería           |
| 130240029    | San Sebastián (San Sebastián la Barranca) | 82               | 0.47           | Rural            | Ranchería           |
| 130240089    | El Ocotal (Sierra Verde)                  | 76               | 0.43           | Rural            | Ranchería           |
| 130240085    | Naranjastitla                             | 74               | 0.42           | Rural            | Ranchería           |
| 130240082    | Cerro del Tezontle                        | 65               | 0.37           | Rural            | Ranchería           |
| 130240077    | Santa Cruz                                | 48               | 0.27           | Rural            | Ranchería           |
| 130240084    | Cuesta de Ocotillos                       | 36               | 0.20           | Rural            | Ranchería           |
| 130240018    | Piedra del Agua                           | 32               | 0.18           | Rural            | Ranchería           |
| 130240061    | El Tunal                                  | 31               | 0.18           | Rural            | Ranchería           |
| 130240015    | La Palmilla                               | 25               | 0.14           | Rural            | Ranchería           |
| 130240067    | Bosque Real                               | 13               | 0.07           | Rural            | Ranchería           |
| 130240023    | San Diego                                 | 11               | 0.06           | Rural            | Ranchería           |
| 130240065    | Barranca del Xúchil                       | 8                | 0.05           | Rural            | Ranchería           |
| 130240075    | Jarillo                                   | 8                | 0.05           | Rural            | Ranchería           |
| 130240073    | El Dongo Grande                           | 4                | 0.02           | Rural            | Ranchería           |
| 130240080    | El Dongo Chico                            | 3                | 0.02           | Rural            | Ranchería           |
| 130240014    | La Palma                                  | 1                | 0.01           | Rural            | Ranchería           |

## Política
Se erigió como municipio el 15 de febrero de 1826. El Ayuntamiento está compuesto por: un presidente municipal, un Síndico y ocho regidores, seis comisiones, veintiséis comisariados ejidales y cincuenta y tres delegados municipales. De acuerdo al Instituto Nacional electoral (INE) el municipio está integrado diecinueve secciones electorales, de la 0386 a la 0404. Para la elección de diputados federales a la Cámara de Diputados de México y diputados locales al Congreso de Hidalgo, se encuentra integrado al distrito electoral federal 3 de Hidalgo y al distrito electoral local 9 de Hidalgo. A nivel estatal administrativo pertenece a la Macrorregión I y a la Microrregión XXIII, además de a la Región Operativa VI Zacualtipán.

### Cronología de presidentes municipales

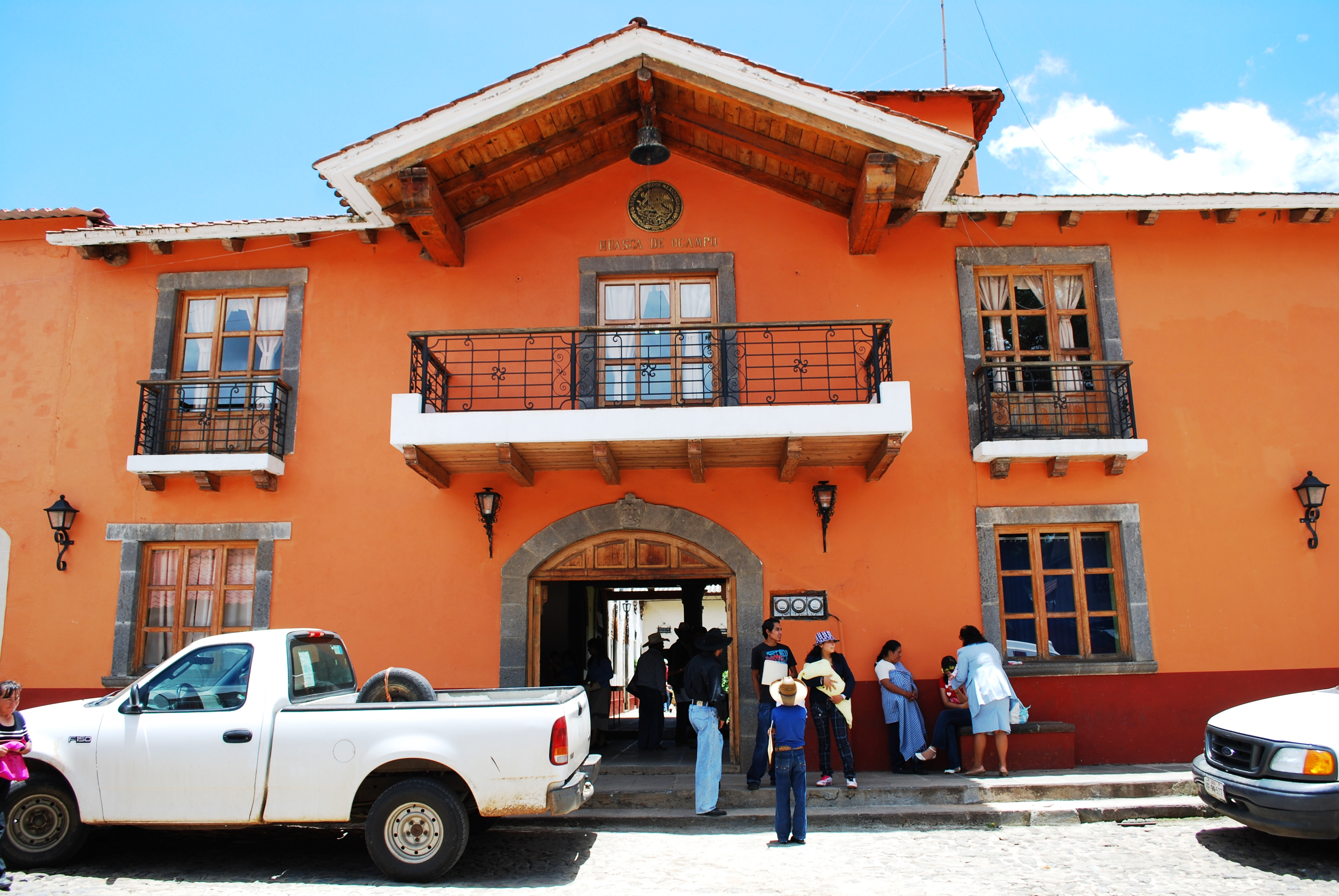
Presidencia municipal.

| Periodo                  | Nombre                           | Afiliación política        |
| ------------------------ | -------------------------------- | -------------------------- |
| 1964-1967                | Consuelo Velázquez Sosa          | -                          |
| 1967-1970                | Galdino Muñoz Salinas            | -                          |
| 1970-1973                | Juan Aarón Escorza Téllez        | -                          |
| 1973-1976                | Tomás Godínez Rangel             | -                          |
| 1976-1979                | David Picazo Delgado             | -                          |
| 1979-1982                | Juan Ignacio Pelcastre Velázquez | -                          |
| 1982-1985                | Mario Adán Benítez Flores        | -                          |
| 1985-1988                | David Jassan Elguero             | -                          |
| 1988-1991                | Lucina Álvarez Lozada            | -                          |
| 1991-1994                | Indalecio Sánchez Cortés         | -                          |
| 16/01/1994 al 15/01/1997 | José Luis Muñoz Soto             | PRI                        |
| 16/01/1997 al 15/01/2000 | Juan Alvarado Jarillo            | PRI                        |
| 16/01/2000 al 15/01/2003 | Genaro Rosales Arriaga           | PRI                        |
| 16/01/2003 al 15/01/2006 | Pablo Octavio Olvera Sánchez     | PRI                        |
| 16/01/2006 al 15/01/2009 | Roberto Muñoz Licona             | PAN                        |
| 16/01/2009 al 15/01/2012 | Álvaro López Vaca                | Mas x Hidalgo              |
| 16/01/2012 al 04/09/2016 | Blanca Juárez Mora               | PRI                        |
| 05/09/2016 al 04/09/2020 | Marcelo Soto Fernández           | PRD → MORENA               |
| 05/09/2020 al 14/12/2020 | Jenaro Corona Gónzalez           | Concejo municipal Interino |
| 15/12/2020 al 04/09/2024 | Francisco Mayoral Flores         | PAN                        |
| 05/09/2024 al 04/09/2027 | Luis Felipe Lugo Salinas         | Morena                     |

## Economía

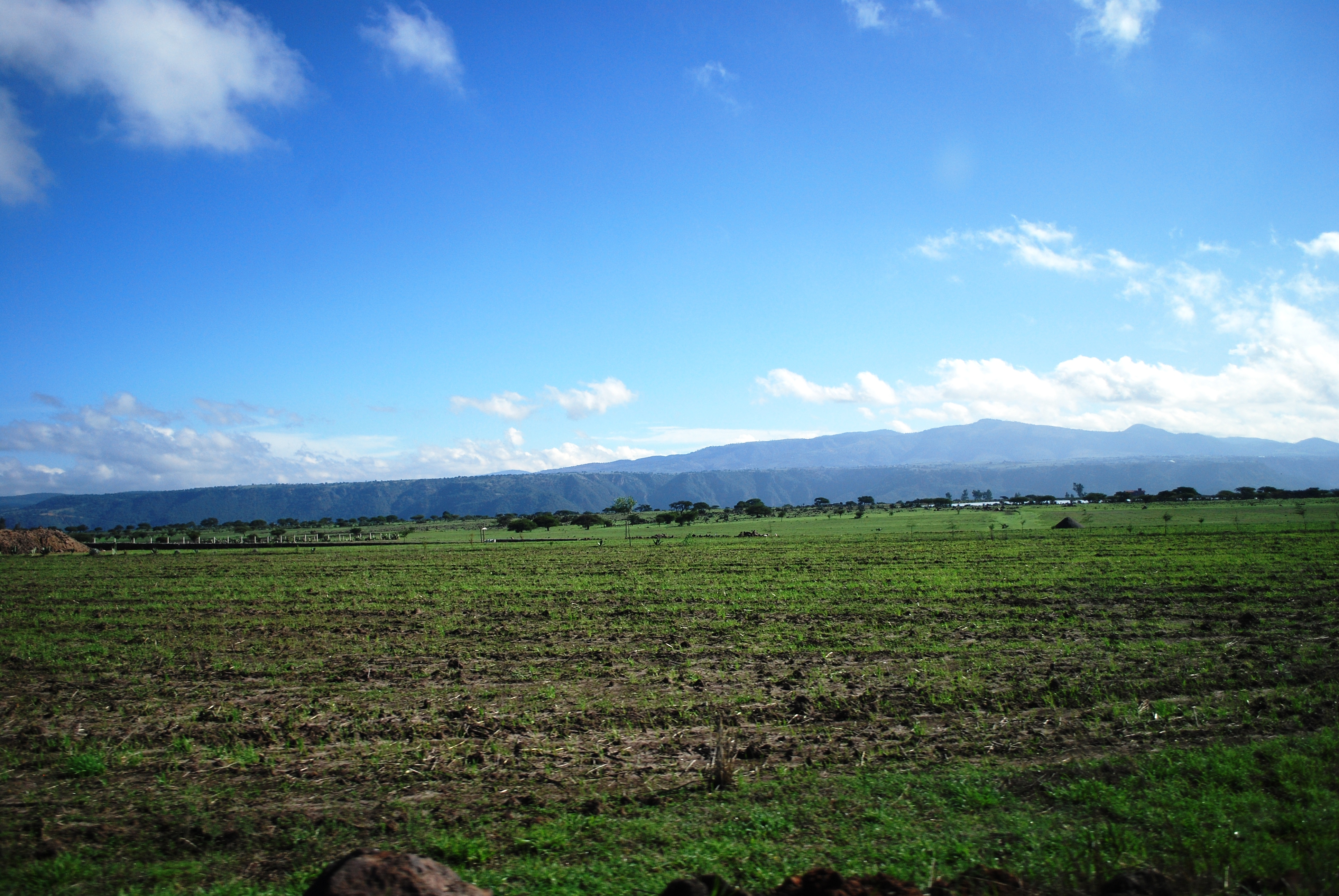
Valle útilizado para la agricultura en el municipio.

En 2015 el municipio presenta un IDH de 0.682 Medio, por lo que ocupa el lugar 55.º a nivel estatal; y en 2005 presentó un PIB de $587 631 510 pesos mexicanos, y un PIB per cápita de $38 657 (precios corrientes de 2005).
De acuerdo con el Consejo Nacional de Evaluación de la Política de Desarrollo Social (Coneval), el municipio registra un Índice de Marginación Medio. El 45.1% de la población se encuentra en pobreza moderada y 12.4% se encuentra en pobreza extrema. En 2015, el municipio ocupó el lugar 44 de 84 municipios en la escala estatal de rezago social.
A datos de 2015, en materia de agricultura, en este municipio se destinaron más hectáreas para la producción de maíz de grano, avena forrajera y nuez. En ganadería es en su mayoría es de aves de corral con 744 510 animales, en seguida la producción de ganado ovino es la mayor del municipio y el ganado caprino es el que se produce en menor cantidad. Para 2015 existen en Huasca de Ocampo 200 unidades económicas, que generaban empleos para 642 personas. En lo que respecta al comercio, para el año 2015 se cuentan en el municipio 12 establecimientos de Diconsa y 4 tianguis.
De acuerdo con cifras al año 2015 presentadas en los censos económicos del INEGI, la Población Económicamente Activa (PEA) de 12 años y más del municipio asciende a 5195 de las cuales 5042 se encuentran ocupadas y 153 se encuentran desocupadas. El 23.09% pertenece al sector primario, el 30.94% pertenece al sector secundario, el 34.71% pertenece al sector terciario.

## Cultura

### Arquitectura

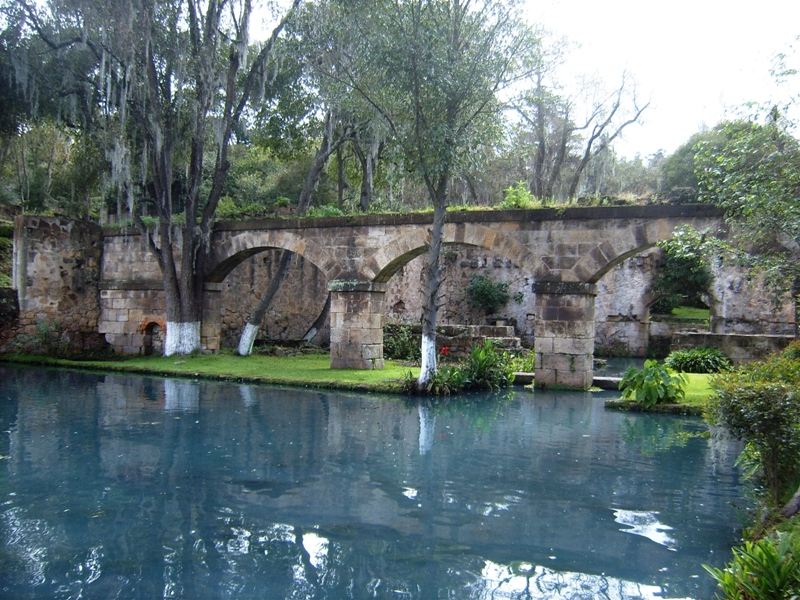
Hacienda de San Miguel Regla.

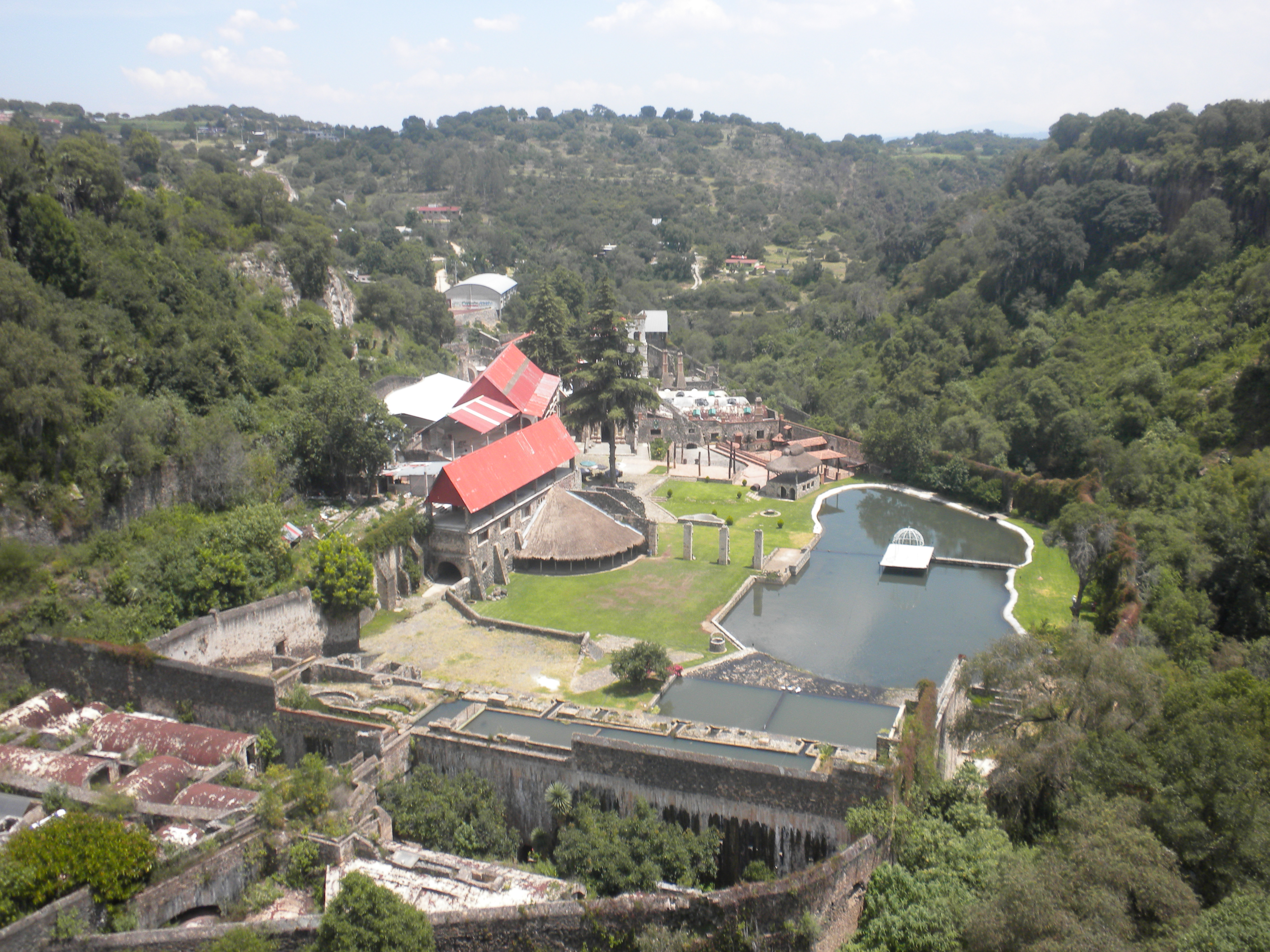
Hacienda de Santa María Regla.

- Hacienda de San Miguel Regla; fuera construida como una hacienda de beneficio de metales en el siglo XVIII por Pedro Romero de Terreros, conde de Regla. Se encuentra a un kilómetro de Huasca de Ocampo. Se conserva parte del casco, donde funciona un hotel desde 1945, los arcos que formaban parte de los patios y los hornos donde era extraída la plata.[38]

- Hacienda de Santa María Regla; esta construcción del siglo XVIII que fuera la residencia del conde de Regla, don Pedro Romero de Terreros. Esta fue la primera hacienda de beneficio de la plata que existió en la región y aún conserva gran parte de sus patios y arquitectura, principalmente su capilla con su fachada de estilo barroco sobrio y una elevada torre anexa. Se localiza en Santa María Regla, 4 km al noreste de Huasca de Ocampo.[39]

- Hacienda de San Antonio Regla; hacienda fundada entre 1760 y 1762 por el conde de Regla, también utilizada para el beneficio de la plata. Ahí se realizaba el lavado contra corriente y la cianuración del mineral. También se encontraban las grandes bóvedas de Pedro Romero de Terreros. Actualmente está sumergida bajo la presa del mismo nombre donde se puede observar únicamente las torres que sobresalen del agua. La presa se proyectó en 1912 ante la necesidad de producir energía eléctrica para Pachuca y para las minas.